# La donna in nero (opera teatrale)
La donna in nero è uno spettacolo teatrale tratto dall'omonimo racconto dell'autrice britannica Susan Hill, adattato da Stephen Mallatratt. È il secondo spettacolo più longevo del West End, attualmente in scena al Fortune Theatre di Londra.
L'opera teatrale debuttò nel 1987 al teatro di Scarborough (Regno Unito) dove ebbe un buon successo di pubblico e di critica tanto da essere trasferita nel 1989 presso il Fortune Theatre nel West End londinese.

## Trama
L’avvocato londinese Arthur Kipps, viene incaricato di recarsi a Crythin Gifford, un paesino sperduto tra le paludi, per occuparsi della gestione dell’eredità della signora Drablow, un’anziana cliente da poco deceduta. Al suo arrivo, Kipps scopre che gli abitanti del paese sono restii a parlare della lugubre e isolata dimora e della donna che vi abitava in solitudine ma, colpito anche dalla presenza di una misteriosa signora vestita di nero al funerale, il giovane avvocato inizierà a indagare. Scopre così che nel corso degli anni erano scomparsi molti bambini e il mistero della loro morte sembrava inspiegabile. Si trattava dunque di scavare in un passato sepolto e solo apparentemente dimenticato…
La prima versione italiana è stata pubblicata in Italia dalla casa editrice Sillabe di Livorno, mentre il romanzo originale è stato pubblicato in Italia da Marco Polillo editore di Milano nel 2001.